# Koszarki
Koszarki (930 m) – szczyt w Paśmie Radziejowej w Beskidzie Sądeckim. Znajduje się w grzbiecie odbiegającym w kierunku południowo-zachodnim od zwornika leżącego na południowy zachód od wierzchołka Czeremchy. Masyw Koszarek opływany jest od północy i zachodu przez Jastrzębi Potok, natomiast od południa przez potok Pod Górami. Jest porośnięty lasem, ale dawniej na jego stokach była polana Białońki. Znajduje się w granicach miasta Szczawnica w województwie małopolskim, w powiecie nowotarskim.
Na sam wierzchołek nie prowadzą szlaki turystyczne, jednak dalej na wschód, grzbietem w kierunku Czeremchy, przebiega niebieski szlak pieszy i rowerowy czarny ze Szczawnicy na Prehybę.
Nazwa jest pochodzenia wołoskiego (por. rum. coşar – „stodoła, obora”). Na Podhalu i w Beskidach polskich słowa koszar, koszary, koszarki, kosorki oznaczają przenośną zagrodę dla owiec.